# Rote Fichtengallenlaus

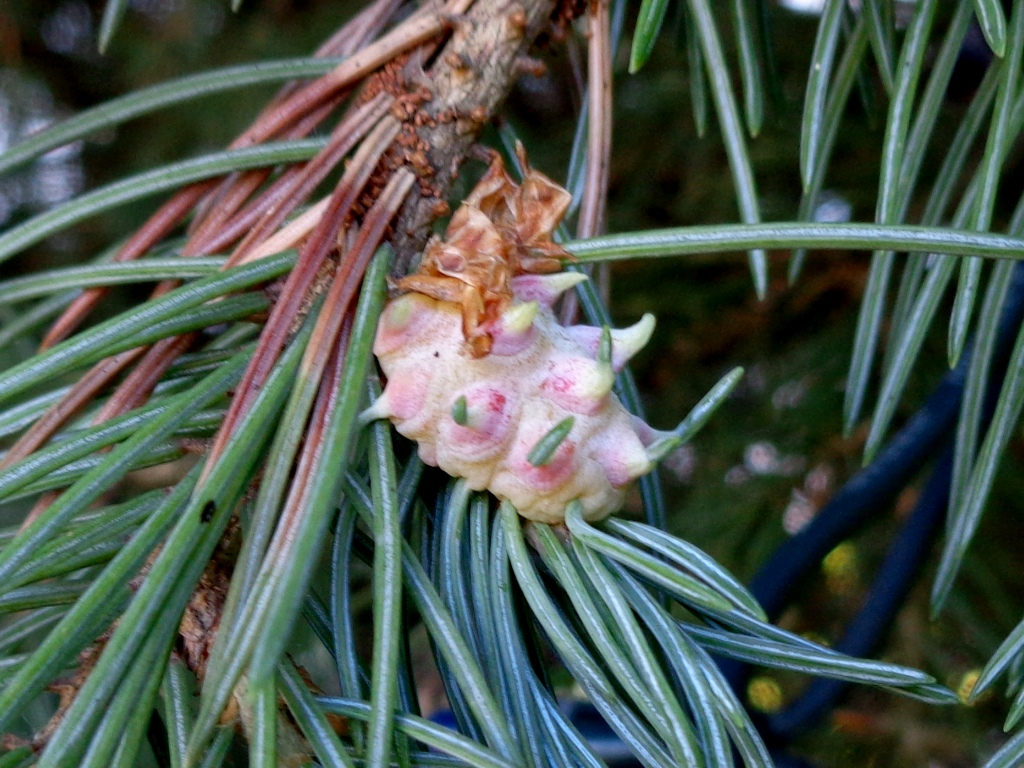
Eine ältere, sich rötlich färbende Galle

Die Rote Fichtengallenlaus (Adelges laricis), auch Kleine Fichtengallenlaus genannt, ist eine Insektenart der Pflanzenläuse und überwiegend in Europa verbreitet.

## Merkmale
Die Gallen können als ananasähnlich beschrieben werden, mit abstehenden Zipfeln und einer wachsartigen Oberfläche. Sie sind blassgrün und etwa 1–1,5 cm groß. Bei älteren Gallen, etwa ab Juni, öffnen sich die einzelnen Kammern, sie verfärben sich dann bräunlich. Larven sind grünbräunlich, erwachsene Tiere oft rötlich gefärbt und tragen auf dem Rücken Wachsdrüsen, aus denen sie wachsartige Substanzen ausscheiden, die sie für potentielle Feinde unattraktiv machen. Geflügelte Weibchen sind meist schwarz oder schwarzgrau, manchmal auch gelblich gefärbt, mit einem graugrünen Kopf und Thorax, haben semitransparente, butterbrotpapierartige Flügel und sind etwa 1–1,5 mm lang.
Es gibt mehrere nahe verwandte und ähnliche Arten, wie die Tannenstammlaus, Adelges tsugae oder Adelges tardus.

## Verbreitung und Lebensraum
Die Art ist in Europa und Nordamerika verbreitet. In Europa besiedelt sie vor allem Mittel- und Nordeuropa. Sie fehlt auf der Iberischen Halbinsel, der Apenninhalbinsel, der Balkanhalbinsel und Irland, kommt dafür aber in Skandinavien bis in die nördlicheren Regionen vor und östlich bis ins westliche Russland. In Nordamerika lebt sie nur im östlichen Teil, im Grenzgebiet zwischen Kanada und den Vereinigten Staaten.
Die Art findet sich an Triebspitzen von Fichten und Lärchen, es können verschiedene Arten der Gattungen besiedelt werden.

## Lebensweise
Die Art gilt als gefürchteter Forstschädling. Die befallenen Triebe wachsen meist nicht durch, am Scheitel wird die Nadelbildung blockiert. Die Entwicklung ist kompliziert und beinhaltet Wirtswechsel, die Gallenbildung findet jedoch nur an Fichten statt. Der Lebenszyklus wird im folgenden Abschnitt erläutert:
Die Larven überwintern an Fichtenzweigen und saugen im Frühling an der Basis von Knospenschuppen, wobei es zur Gallenbildung kommt. Aus den Gallen schlüpfen im Sommer die schwarzen oder grauen geflügelten Weibchen, die Lärchen aufsuchen und dort Eier legen. Aus diesen Eiern schlüpfen schwarze oder violettgraue Nymphen, die an einjährigen Lärchentrieben unter Wachswolle überwintern. Diese reifen etwa im April des Folgejahres zu schwarzgrauen, adulten Weibchen heran, die sich parthenogenetisch vermehren und Eipakete an der Basis von Blattsporen legen. Diese Nymphen breiten sich in den Zweigen aus, die einen Monat später zu geflügelten oder ungeflügelten Imagines herangereift sind. Ungeflügelte und manche geflügelte Weibchen verbleiben auf den Lärchen und produzieren eine oder mehrere Generationen, die große Mengen Honigtau und Wachswolle produzieren. Die restlichen geflügelten Weibchen kehren zu Fichten zurück und legen hier zahlreiche Eier, aus denen Larven schlüpfen, die sich zu sexuell vermehrenden Männchen und Weibchen heranreifen. Diese paaren sich und die Weibchen legen Eier, aus denen im Herbst die Larven schlüpfen. Diese überwintern und der Zyklus beginnt von vorne.